# Sziámi-nikája
A sziámi (vagy más néven Szijámopáli vagy szijámi) nikája buddhista rend Srí Lankán, amelyet Upali Thera alapított Kandy város környékén. A neve is mutatja, hogy eredetileg Thaiföldről származik, ugyanis annak korábbi európai elnevezése volt a Sziami Királyság. A szijam-nikája két fő ága a malvatta és az aszgirija, amelyeken belül további öt alsó ág található. A malvatta és az aszgirija ágaknak külön vezetőjük van.

## Története
Velivita Szaranankara (1698–1778) kezdeményezésére a Upali, thai buddhista szerzetes ellátogatott a Kandy királyságba 1753-ban, Kirti Szri Radzsaszinha (1747–1782) uralkodása idején, és upaszampadá szertartást (szerzetes beavatás és felvétel) tartott egy csoport helyi buddhista gyakorló számára. A buddhista rend az azt megelőző ötszáz év alatt három alkalommal is kihalt, amelyet I. Vimala Dharma Szurija (1591–1604) és II. Vimala Dharma Szurija II (1687–1707) uralkodók idején sikerült ismét helyreállítani – azonban csupán rövid időre.
Upali Thera úgy vélte, hogy a buddhista szangha Kandy-ban szenvedett a korrupciótól, és szerette volna megtisztítani az egyházat a helytelen nézetektől. A közbenjárása mellett indították el az ún. fogfesztivált (Kandy eszala perahera). A Kandy-ban azóta évente megrendezésre kerülő fesztivál eseményei közé tartozik a Buddha fogereklyéjének parádészerű körbehordozása. Korábban a Srí Lanka-i buddhizmusba beépült hindu isteneket volt hivatott ünnepelni ez a fesztivál. Upali Thera viszont ezt nem tartotta megfelelőnek a buddhista gyakorlók számára, és sikeresen meggyőzte a királyt, hogy onnantól csak Buddha üdvözlésére szolgáljon az ünnepség.
Jóllehet a Srí Lankában írt hagiográfiák kerülik a témát, a sziámi rend alapítása nem választható el a kor kasztpolitikájától és az arisztokráciától, köztük egy kivételesen jól dokumentált puccskísérlettől. 1764-ben, az Upali által helyreállított Srí Lanka-i buddhista rend feltámasztása után egy évtizeddel, a rend egy csoportja fondorlattal és ármánnyal elérte, hogy csupán a radal és goigma kaszt nyerhessen magas rangot a rendben. A buddhista vinaja magaviseleti szabályait szinte teljesen elhagyták, és a szangha egyes tagjai saját földet is birtokoltak Kandy területén, feleségük volt és gyerekeik. A többi kaszt szinte azonnal elkezdett saját szerzetesi beavatási szertartásokat végezni 1772-ben a Totagamuva vihárában, majd Tangalle-ben 1798-ban. Ezeket a szertartásokat a sziámi-nikája nem ismerte el, mondván, hogy azok nem voltak a vinaja szabályai szerint.
Srí Lankán jelenleg a legfőbb buddhista szenthelyek – köztük például a fog temploma és az Ádám-csúcs, valamint több mint 6000 templom – a sziámi-nikája igazgatása alá tartozik.

## A sziámi rend kolostorai és szerzetesei
(A Buddha Sászana (vallásügyi) minisztérium becslése alapján)
| Kolostorok                                               | Templomok  | Szerzetesek száma |
| -------------------------------------------------------- | ---------- | ----------------- |
| Malvatu Parsavaja (beleértve a Srí Rohana Parsavaját is) | 4,923      | 14,944            |
| Aszgiri Parsavaja                                        | 565        | 1,383             |
| Rangiri Dambulu Parsavaja                                | nem ismert | 200               |
| Mahávihára Vanszika Vanavasza nikája                     | 71         | 889               |
| Kotte Srí Kaljani Szaamagri nikája                       | 85         | 230               |
| Uve Szijámopali                                          | 22         | 78                |
| Összesen                                                 | 6018       | 18,780            |